# Панама на летних Олимпийских играх 1968
Панама принимала участие в Летних Олимпийских играх 1968 года в Мехико (Мексика) в шестой раз за свою историю, но не завоевала ни одной медали. Сборная страны состояла из 16 мужчин.